# Tiglate-Pileser I
Tiglate-Pileser I (da forma tɪɡləθ paɪˈliːzər, -ˌlæθ, pɪ- hebraica, em acádio:  𒆪𒋾𒀀𒂍𒈗𒊏 : romanizada Tukultī-apil-Ešarra, "minha confiança está no filho de Esarra")(ܬܲܟܲܠܬܝܼ ܐܵܦܸܠ ܥܝܼܫܵܪܵܐ) foi um rei da Assíria durante o período médio Assírio (1114–1076 a.C.). De acordo com Georges Roux, Tiglate-Pileser foi "um dos dois ou três monarcas assírios desde os dias de Samsiadade I". O início do reinado de Tiglate-Pileser, estabeleceu forte envolvimento em campanhas militares, como sugerido a partir de textos traduzidos do período médio assíria. Os textos foram considerados "justificativas da guerra".

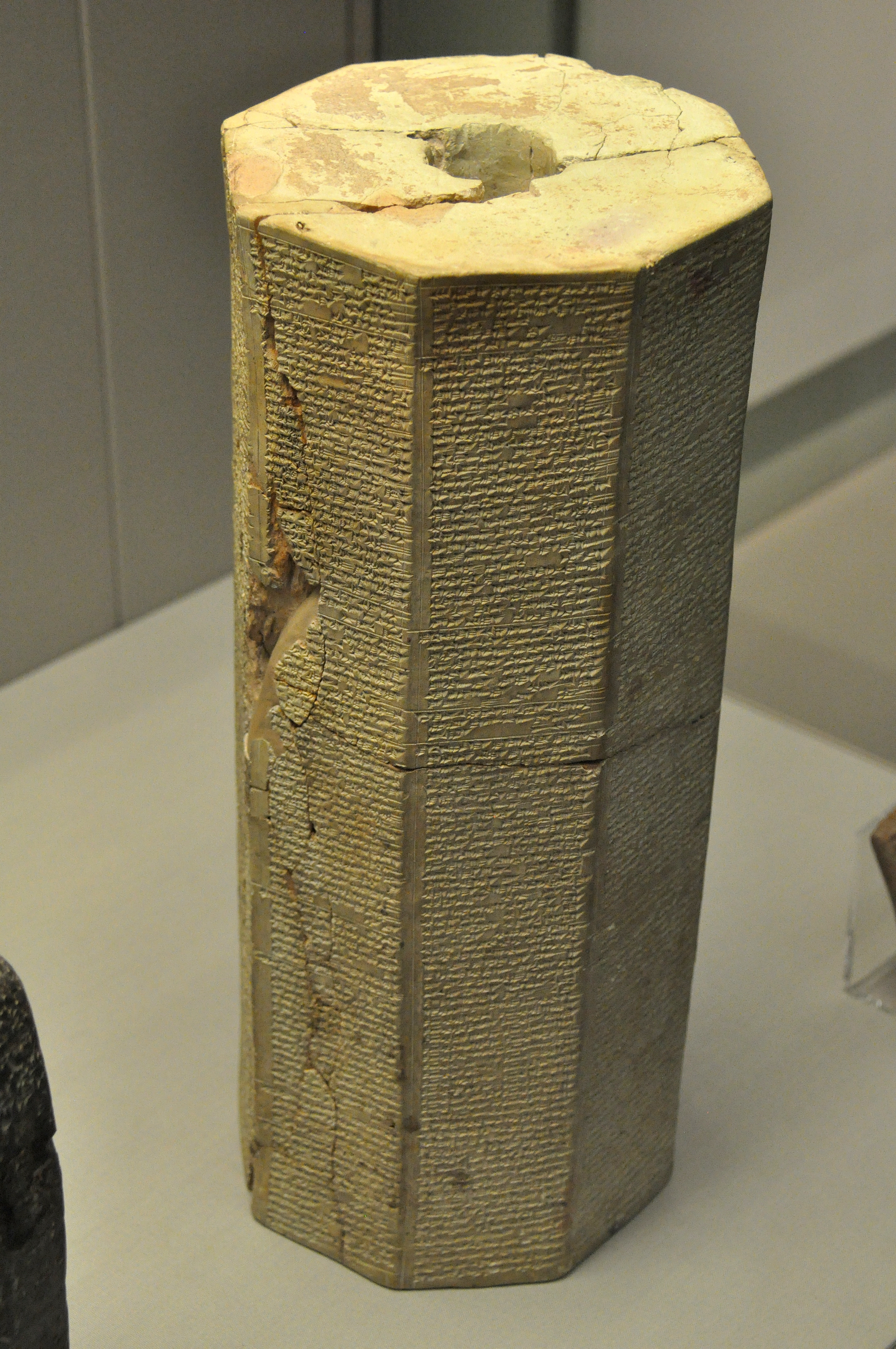
Octógono de terracota do rei Tiglate-Pileser I, 1110 AC, de Assur, Iraque. Menciona as conquistas civis e militares de Tiglate-Pileser I, como as campanhas contra Muski e Comagena e a conquista de Carquemis. Também menciona a construção em Assur e outras cidades e reparos no templo de Anu e Adade fundado por Samsiadade I por volta de Museu Britânico (BM 91033).